# Stiff Upper Lip
Stiff Upper Lip je štirinajsti album avstralske rock skupine AC/DC, izdan leta 2000.
Album je bil posnet v studiu Warehouse v Vancouvru (Kanada).
Trije singli z albuma so »Stiff Upper Lip«, »Safe in New York City« in »Satellite Blues«.
V ZDA so prodali več kot milijon izvodov.

## Seznam pesmi
Vse pesmi sta napisala Angus in Malcolm Young.
| Št.             | Naslov                     | Dolžina |
| --------------- | -------------------------- | ------- |
| 1.              | „Stiff Upper Lip‟          | 3:34    |
| 2.              | „Meltdown‟                 | 3:41    |
| 3.              | „House of Jazz‟            | 3:56    |
| 4.              | „Hold Me Back‟             | 3:59    |
| 5.              | „Safe in New York City‟    | 3:59    |
| 6.              | „Can't Stand Still‟        | 3:41    |
| 7.              | „Can't Stop Rock 'n' Roll‟ | 4:02    |
| 8.              | „Satellite Blues‟          | 3:46    |
| 9.              | „Damned‟                   | 3:52    |
| 10.             | „Come and Get It‟          | 4:02    |
| 11.             | „All Screwed Up‟           | 4:36    |
| 12.             | „Give It Up‟               | 3:54    |
| Skupna dolžina: | Skupna dolžina:            | 47:02   |

## Sodelujoči
- Brian Johnson – glavni vokali
- Angus Young – glavna kitara
- Malcolm Young – ritmična kitara, vokali
- Cliff Williams – bas kitara, vokali
- Phil Rudd – bobni

## Položaji na lestvici

### Album
| Leto | Lestvica          | Mesto |
| ---- | ----------------- | ----- |
| 2000 | The Billboard 200 | 7     |

### Singli
| Leto | Singl                   | Lestvica               | Mesto |
| ---- | ----------------------- | ---------------------- | ----- |
| 2000 | »Stiff Upper Lip«       | Mainstream Rock Tracks | 1     |
| 2000 | »Satellite Blues«       | Mainstream Rock Tracks | 7     |
| 2000 | »Meltdown«              | Mainstream Rock Tracks | 22    |
| 2000 | »Safe in New York City« | Mainstream Rock Tracks | 21    |